# Maximilian Curtze
Ernst Ludwig Wilhelm Maximilian Curtze (sau: Maximilian Kurtze, E. L. W. M. Curtze, Ernst L. W. M. Curtze, Massimiliano Curtze, Maximiliano Curtze, Maksymilian Curtze; n. 4 august 1837, Ballenstedt, Confederația Germană, Germania – d. 3 ianuarie 1903, Thorn, Imperiul German) a fost un filolog german și istoric al matematicii.
Adept al teoriei heliocentrice a lui Copernic, Maximilian Curtze a tradus și adaptat diverse lucrări matematice.

## Scrieri
- 1868: Der Algorithmus proportionum des Nicolaus Oresme (Berlin)
- 1891: Comentar zu dem Tractatus de numeris datis des Jordanus Nemorarius
- 1898: Über eine Algorismusschrift des XII Jahrhunderts
- 1902: Die Liber Embadorum des Savasorda in der Übersetzung des Plato von Tivoli
- 1902: Urkunden zur Geschichte der Mathematik im Mittelalter und der Renaissance (Leipzig).

A pregătit ediția jubiliară De revolutionibus orbium coelestium libri a lui Copernic.